# Friends (Scooter)
Friends è un singolo del gruppo musicale tedesco Scooter, pubblicato nel 1995 ed estratto dall'album ...and the Beat Goes On!.

## Tracce
- CD Maxi

1. Friends – 4:40
2. Friends (Single edit) – 3:47
3. Friends (Ramon Zenker club remix) – 5:32
4. Friends (Jeyenne remix) – 4:30